# Contea di Fangshan
La contea di Fangshan (方山县S, Fāngshān XiànP) è una contea della Cina, situata nella provincia dello Shanxi e amministrata dalla prefettura di Lüliang.